# Nightbird
Nightbird — одинадцятий студійний альбом англійської групи Erasure, який був випущений 25 січня 2005 року.

## Композиції
1. No Doubt - 3:59
2. Here I Go Impossible Again - 3:41
3. Let's Take One More Rocket to the Moon - 4:45
4. Breathe - 3:49
5. I'll Be There - 3:20
6. Because Our Love Is Real - 3:39
7. Don't Say You Love Me - 4:01
8. All This Time Still Falling Out of Love - 4:16
9. I Broke It All in Two - 3:39
10. Sweet Surrender - 3:59
11. I Bet You're Mad at Me - 6:33

## Учасники запису
- Вінс Кларк - вокал
- Енді Бел - синтезатор, басс

## Позиція в чартах
| Хіт-парад (1991) | Найвища позиція |
| ---------------- | --------------- |
| Німеччина        | 22              |
| Нідерлянди       | 25              |
| Швеція           | 34              |
| Велика Британія  | 27              |
| США              | 154             |